# Большая круглая мышца
Большая круглая мышца (лат. Musculus teres major) по форме плоская и вытянутая. На всём протяжении в заднем отделе прикрыта широчайшей мышцей спины, в наружном отделе — длинной головкой трёхглавой мышцы плеча, дельтовидной мышцей, а в среднем отделе — тонкой фасцией.
Мышца начинается от наружного края нижнего угла лопатки и фасции подостной мышцы, направляясь кнаружи; прикрепляется к гребню малого бугорка плечевой кости. У места прикрепления располагается подсухожильная сумка большой круглой мышцы (лат. bursa subtendinea m. teretis majoris).

## Функция
Тянет руку назад и вниз, приводя её к туловищу (аддукция), а также вращает внутрь (пронация).